# 苦豆子
苦豆子（学名：Sophora alopecuroides）为豆科槐属下的一个变种。

## 外部連結
- 氧化苦參堿 Oxymatrine （页面存档备份，存于） 中草藥化學圖像數據庫 (香港浸會大學中醫藥學院) （中文）（英文）
- 苦參堿 Matrine （页面存档备份，存于） 中草藥化學圖像數據庫 (香港浸會大學中醫藥學院) （中文）（英文）

## 扩展阅读
維基物種上的相關：苦豆子